# Il curioso indiscreto
Il curioso indiscreto è un dramma giocoso di Pasquale Anfossi su libretto di Giovanni Bertati, il quale usa come fonte letteraria il Don Chisciotte di Miguel de Cervantes.

## Rappresentazioni
Fu messo in scena per la prima volta durante il carnevale nel febbraio 1777 al Teatro delle Dame di Roma, con interpreti esclusivamente maschili: Agostino Lipparini (marchese Calandrano), Tommaso Galeazzi (Clorinda), Vincenzo Calvesi (Contino di Ripaverde), Gaetano Quistapace (Emilia), Pietro Natali (Aurelio), Luigi Tasca (Prospero) e Lorenzo Neroni (Serpina). Riscosse subito un grande successo, soprattutto in Italia settentrionale e centrale, tanto che fra il 1777 e il 1792 fu ripreso ben 34 volte, anche al di fuori dei confini italiani: debuttò a Dresda e a Parigi nel 1778, a Barcellona nel 1780, a Praga e in Ungheria nel 1782, a Vienna nel 1783, a Londra nel 1784 e a Varsavia nel 1792.
Tra le numerose riprese si ricordano in particolare:
- quella dell'ottobre 1782 al Castello di Esterháza (in Ungheria), messa in scena da Franz Joseph Haydn che apportò alcune modifiche all'aria di Emilia del primo atto (scena 8) Deh, frenate i mesti accenti;
- quella del 30 giugno 1783 al Burgtheater di Vienna, nella quale Wolfgang Amadeus Mozart inserì tre sue arie "sostitutive":[4] Vorrei spiegarti, oh Dio Kv 418, No, che non sei capace Kv 419 (entrambe per il soprano Aloysia Weber, cantante da lui corteggiata prima che divenisse sua cognata) e, non eseguita, Per pietà non ricercate Kv 420 (dedicata al tenore Valentin Adamberger).[5]

In tempi moderni le uniche rappresentazioni di questo lavoro si sono tenute presso il Mozarteum di Salisburgo il 20 gennaio 1984 e al Festival di Fermo il 28 e 30 luglio 1991. Numerose al contrario le proposte concertistiche e da segnalare la produzione teatrale del 2011, fra goliardia e sperimentalismo, dello Schweizer Opernstudio dell'Hochschule der Künste di Berna.

## Trama
L'opera, ambientata a Genova e dintorni, è un intreccio di equivoci, incroci sentimentali e peripezie amorose fra amanti diversi. Clorinda, dama milanese, è destinata in matrimonio al marchese Calandrano di Genova, uomo curioso di carattere. Non appena Clorinda giunge nella capitale ligure per i preparativi delle nozze, è messa subito alla prova dal suo promesso sposo, curioso di verificare la fedeltà e la costanza della sua futura consorte: perciò il marchese induce l'amico Contino di Ripaverde a fingersi innamorato di lei. In effetti Clorinda s'innamora di Contino, che però è già impegnato in una relazione con Emilia, nipote di Calandrano. Quest'ultima, a sua volta, rientra nelle mire di Aurelio. Alla fine il marchese Calandrano sarà punito dalla sua stessa curiosità: infatti nel terzo e ultimo atto verrà sancita la triplice unione fra Clorinda e Contino, Emilia e Aurelio, Serpina e Prospero.